# Jerzy Samuel Bandtkie

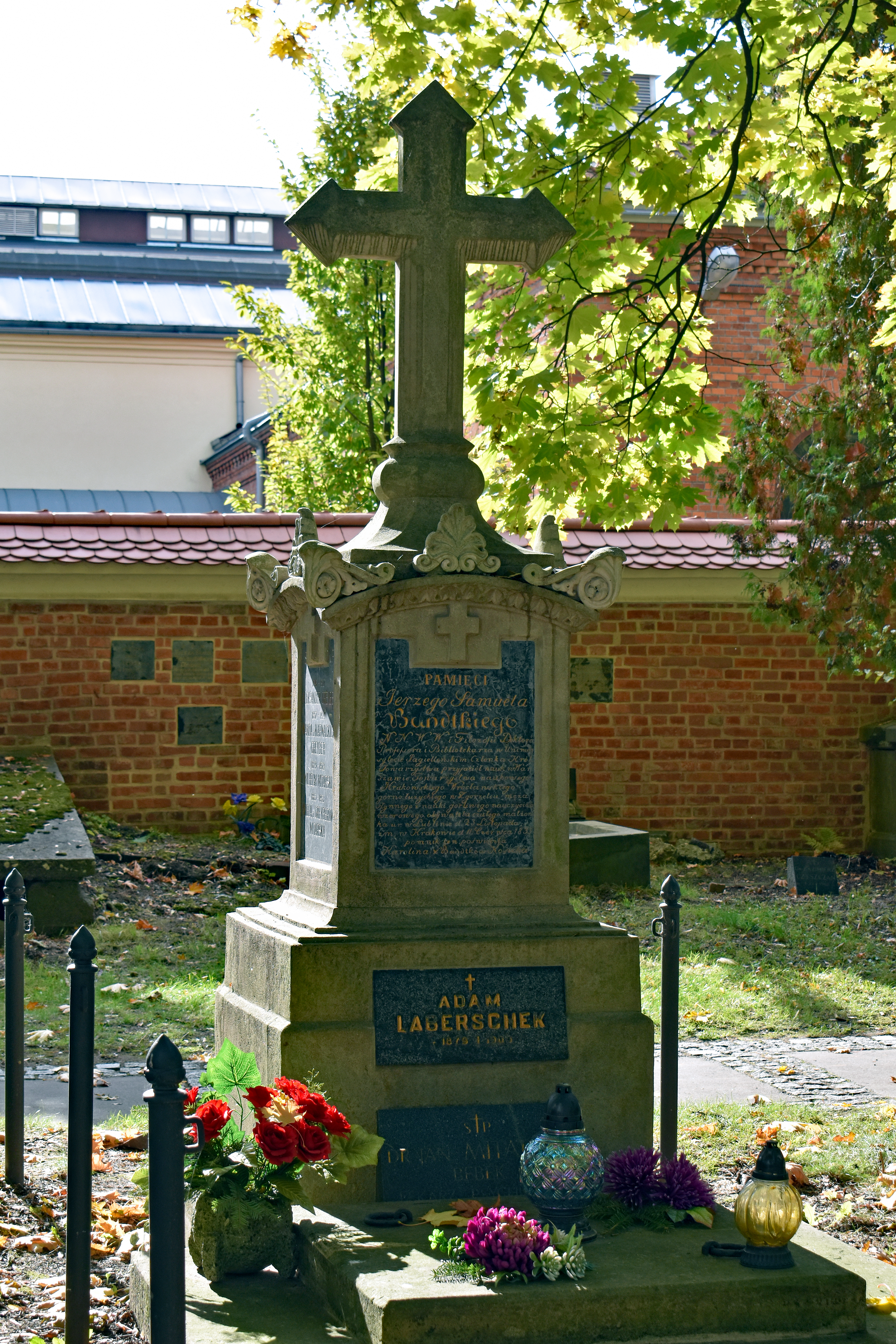
Grób Jerzego Samuela Bandtkiego na cmentarzu Rakowickim

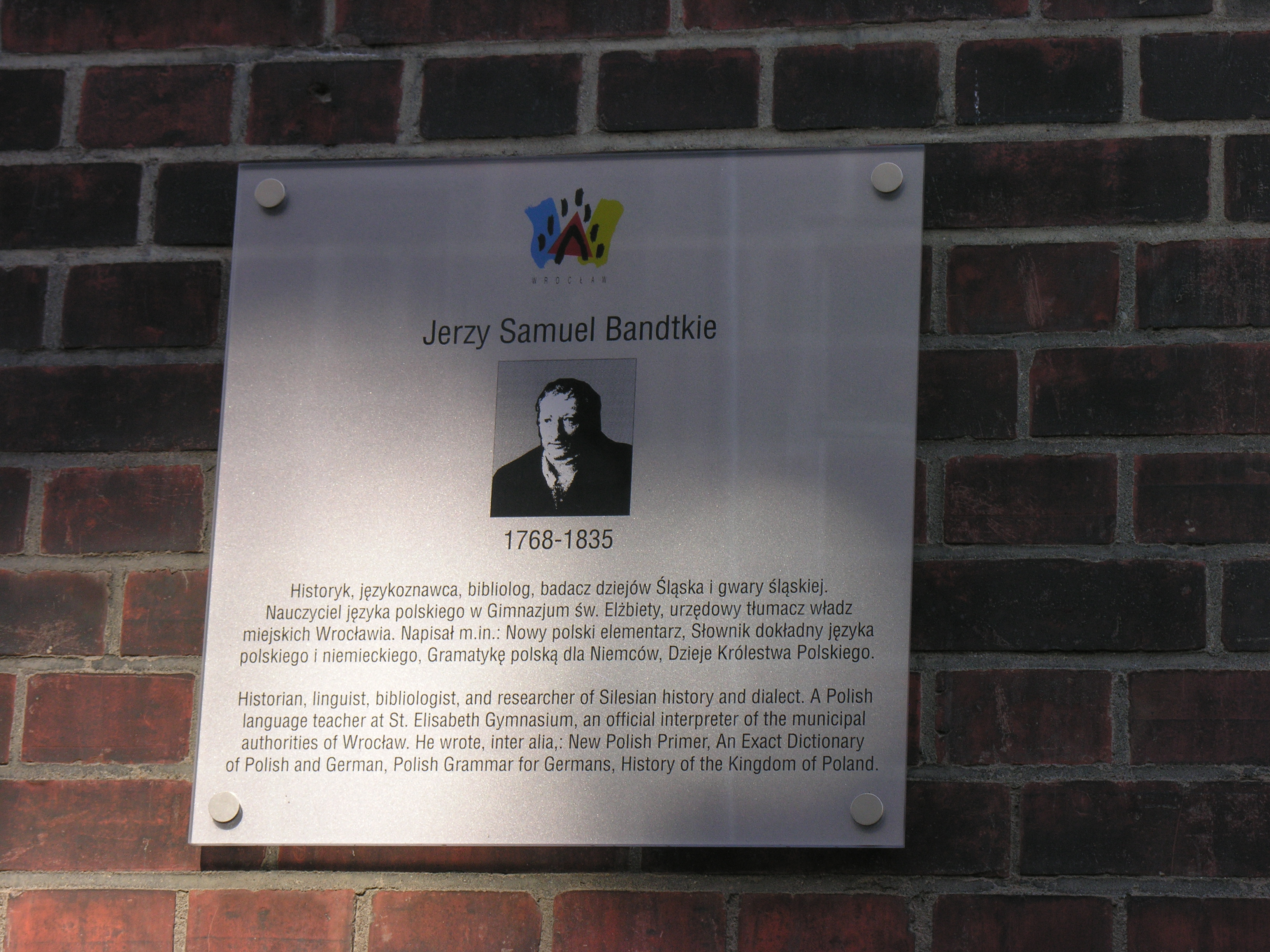
Tablica pamiątkowa we Wrocławiu

Jerzy Samuel Bandtkie inna forma nazwiska: Bandtke (ur. 24 listopada 1768 w Lublinie, zm. 11 czerwca 1835 w Krakowie) – polski bibliotekarz i bibliograf, filolog, historyk językoznawstwa i drukarstwa, językoznawca, leksykograf i edytor.

## Życiorys
Urodził się w rodzinie luterańskiej, jako syn Jana Samuela (kupca pochodzenia niemieckiego), i Anny Marii z Noacków; brat Jana Wincentego. W roku 1779 zamieszkał u stryja Jana Jerzego (wrocławski szewc) i tam pobierał pierwsze nauki w Gimnazjum Św. Elżbiety. Pomimo trudnej sytuacji materialnej w roku 1787 złożył egzamin dojrzałości i wyjechał na 2 lata do Halle, następnie na kolejny rok do Jeny, dla odbycia studiów teologicznych, historycznych i filologicznych. Po ukończeniu studiów (1790) był przez krótki czas guwernerem u pastora Nürnburgera pod Wrocławiem, a następnie przez kolejne 8 lat (do roku 1798) u kasztelana Piotra Ożarowskiego w Brzozie (pow. kozienicki). W tym czasie odwiedzał kilka europejskich stolic (Warszawa, Berlin, Petersburg, Drezno), nawiązując kontakty z Adamem Kazimierzem Czartoryskim, Tadeuszem Czackim i kilkoma uczonymi rosyjskimi.

## Okres wrocławski (1798–1810)
Z wykształcenia był historykiem i językoznawcą. W czasie swojego pobytu we Wrocławiu, w latach 1798–1810 pracował jako nauczyciel języka polskiego (Gimnazjum Św. Elżbiety) oraz bibliotekarz. Od roku 1802 współpracował z wydawnictwem Kornów w zakresie publikacji polskojęzycznych. Od 2 lutego 1804 roku był rektorem Szkoły św. Ducha oraz bibliotekarzem biblioteki przy kościele Św. Bernardyna. W roku 1810 odbył podróż do kilku miast (Lublin, Kraków, Puławy).

### Ważniejsze publikacje okresu wrocławskiego
W czasie pobytu we Wrocławiu opublikował również szereg rozpraw naukowych dotyczących historii Śląska, a zwłaszcza jego związków językowych z Polską. Dowodził związków słowiańskiej autochtonicznej ludności Śląska z Polską polemizując z historykami czeskimi i niemieckimi. Jako tłumacz przysięgły języka polskiego, wizytował na zlecenie władz pruskich szkoły warszawskie, i wówczas to sprzeciwiał się celowej germanizacji młodzieży szkolnej i reszty ludności.
Bandtke zasłużył się również na polu leksykograficznym. Jest autorem obszernego (blisko 2000 stron, prawie 60 000 haseł) słownika polsko-niemieckiego z roku 1806. Choć we wstępie zwraca się zarówno do odbiorcy niemieckiego, jak i polskiego, to mikrostruktura słownika, w tym bogate informacje morfologiczne przy polskich hasłach, wskazują bardziej na charakter monodyrekcjonalny słownika i jego przeznaczenie dla Niemców uczących się języka polskiego. Słownik Bandtkego pozostawał przez długi czas w cieniu słownika Samuela Bogumiła Lindego, dopiero współcześni badacze zaczęli doceniać jego wartość.  
- Über den Bauernstand in Polen, Wrocław 1802
- Heinrich II, Erzbischof von Gnesen, Wrocław 1802
- Historisch-kritische Analecten zur Erläuterung der Geschichte des Ostens von Europa, Wrocław 1802 (tu m.in.: przedr. Über den Bauernstand in Polen i Heinrich II, Erzbischof von Gnesen); przekł. polski: rękopis Biblioteki PAN Kraków, sygn. 1387 (dedykacja M. Ożarowskiej)
- Nowy elementarz polski z obrazkami zawierający różne do pojęcia dzieci stosowne wiadomości, powieści i nauki moralne, wypisy z historii naturalnej i wiersze wyborne z celniejszych autorów ojczystych, Wrocław 1803, wyd. następne: wyd. 2 Wrocław 1808 (ze zmienionym tytułem); wyd. 3 Wrocław 1824
- Verzeichniss der alten Lastendienste etc. des polnischen Landmannes nach Naruszewicz, Wrocław 1805
- Evaluations-Tabelle der Polnischen und Lithauischen Münzen nebst ihrem Werthe nach dem Münzfuss von 1766... aus des Grafen T. Czacki... Werke von den Lithauischen und Polnischen Rechten..., brak miejsca wydania 1806 (podpisane krypt.: G. S. B.; także w wersji polskiej rozszerzonej, zob. Krótkie wyobrażenie dziejów Królestwa Polskiego, wyd. 3)
- 2-języczny Słownik dokładny języka polskiego i niemieckiego do podręcznego używania dla Polaków i Niemców ułożony, t. 1–2, Wrocław 1806
- Gramatyka polska dla Niemców chcących się nauczyć języka polskiego. Polnische Grammatik für Deutsche, welche die polnische Sprache gründlich erlernen wollen, nebst einem kleinen etymologischen Wörterbuche, Wrocław 1808, wyd. następne: wyd. 2 Wrocław 1815; wyd. 3 Wrocław 1818; wyd. 4 Wrocław 1824 (tytuł wyd. 3 i 4 tylko w jęz. niemieckim)
- Krótkie wyobrażenie dziejów Królestwa Polskiego, t. 1–2, Wrocław 1810, wyd. następne: wyd. 2 „wydanie powtórne i poprawne” pt. Dzieje Królestwa Polskiego, t. 1–2, Wrocław 1820; wyd. 3 „znacznie pomnożone” pt. Dzieje narodu polskiego, t. 1–2, Wrocław 1835 (tu także wersja polska publikacji Evaluations-Tabelle...); przekł. czeski fragm.: pt. Krakov za Kazimíra Velkégo, tłum. J. Jireček, w książce: Obrazy z rak. zemí, 1853, s. 832–834; przekł. rosyjski: P. Gajewski: Istorija gosudarstwa polskogo, t. 1–2, Petersburg 1830.
- Über die gräfliche Würde in Schlesien. Eine Erörterung, was die in den alten Urkunden Schlesiens und Polens vorkommenden Grafen, Comites und Baronen bedeuten, nebst der Erklärung der meisten in den alten Urkunden des XII, XIII und XIV Jahrhunderts vorkommenden Würden and Aemter. Ein Beitrag zur Kenntniss der Geschichte Schlesiens und zur genealogischen Nachforschung der Familien aller schlesischen Herrn Grafen und dem sämmtlichen Adel Schlesiens gewidmet, Wrocław 1810.

### Ważniejsze prace edytorskie
- A. M. Fredro: Przysłowia mów potocznych albo przestrogi obyczajowe, radne i wojenne. Przedrukowane podług edycji warszawskiej r. 1769, Wrocław 1802, wyd. następne: Wrocław 1809
- Zbiór rozmów IMĆ Pani de Genlis, Wrocław 1804
- J. A. Comenius: Świat malowany rzeczy widocznych pod zmysły podpadających, w czterech językach, czyli wszelkich rzeczy na świecie i działań ludzkich wyobrażenia i wymienienie po łacinie, po polsku, po francusku i po niemiecku, Wrocław 1805.

### Listy i materiały
- Do G. E. Grodka, 5 listów z lat 1802–1814, rękopis: Biblioteka Jagiellońska, sygn. 3097
- Do J. Koeglera z Wrocławia, z 5 października 1807, ogł. W. Roszkowska, Przegląd Zachodni 1955, nr 9/12
- Do S. K. Potockiego, rękopis: Archiwum Główne Akt Dawnych (Archiwum Wilanowskie, sygn. 268/I–III) zawierający Listy rządowych osób w czasie Księstwa Warszawskiego do S. Potockiego z lat 1807–1813.

## Okres krakowski (1811–1835)
W 1811 r. przeniósł się do Krakowa w wyniku powołania go na stanowisko kierownika Biblioteki Jagiellońskiej. Okres jego zarządzania biblioteką to czasy uporządkowania i częściowego skatalogowania jej zbiorów (zwłaszcza zbiorów pojezuickich stanowiących wówczas połowę wszystkich zasobów biblioteki), oraz poszerzenia jej zbiorów. Uruchomił również (1812) w bibliotece czytelnię publiczną dostępną dla wszystkich osób, także spoza uczelni. Jednocześnie był profesorem na Uniwersytecie Jagiellońskim wykładając bibliografię. Również podczas pobytu w Krakowie publikował wiele prac naukowych, głównie z historii drukarstwa i historii języka polskiego. Doktor Honoris Causa UJ.

### Ważniejsze publikacje okresu krakowskiego
- De primis Cracoviae in arte typographica incunabulis. Dissertatio brevis..., Kraków 1812
- Nowy słownik kieszonkowy niemiecko-polsko-francuski. Neues Taschenwörterbuch der deutschen, polnischen und französichen Sprache, t. 1–2, Wrocław 1813, wyd. następne: Wrocław 1820; Wrocław 1823; Wrocław 1828; „nowa edycja zupełnie poprawiona” Wrocław 1839 (przeróbka słownika A. M. Trotza, cz. 3 słownika; cz. 1 i 2 wydał brat, Jan Wincenty)
- Historia drukarń krakowskich od zaprowadzenia druków do tego miasta aż do czasów naszych, wiadomością o wynalezieniu sztuki drukarskiej poprzedzona, Kraków 1815, Kopia cyfrowa dzieła dostępna w Bibliotece Cyfrowej Uniwersytetu Wrocławskiego
- „Uwagi nad językiem czeskim, polskim i teraźniejszym rosyjskim”, Pamiętnik Warszawski styczeń 1815; przekł. rosyjski: „Zamieczanija o jazykach bogiemskom, polskom i nyniesznim rossijskom”, brak miejsca i roku wydania
- Constitutio liberae urbis Cracoviae et territorii eius, wyd. Kraków 11 września 1818 (tekst łaciński pióra J. S. Bandtkiego)
- „Wiadomości o języku polskim w Szląsku i o polskich Szlązakach”, Mrówka Poznańska 1821, t. 1–2; przedr. Rozmaitości (Lwów) 1823; wyd. osobne: B. Olszewicz, Wrocław 1945; wyd. B. Olszewicz, W. Taszycki, Wrocław 1952
- Historia Biblioteki Uniwersytetu Jagiellońskiego w Krakowie, Kraków 1821; druk z rękopiśmiennymi recenzjami i uwagami w Bibliotece PAN Kraków, sygn. 1812 (rękopisy), Kopia cyfrowa dzieła dostępna w Bibliotece Cyfrowej Uniwersytetu Wrocławskiego
- Nowy słownik francusko-polski, ułożony z najlepszych i najnowszych słowników, Wrocław 1824
- Ojcze nasz, Modlitwa Pańska z rozmaitych rękopismów i druków starożytnych w języku polskim i innych dialektach słowiańskich, Wrocław 1825
- Historia drukarń w Królestwie Polskim i Wielkim Księstwie Litewskim, jako i w krajach zagranicznych, w których polskie dzieła wychodziły, t. 1–3, Kraków 1825 (1825–1826); jest to przeróbka dziełka: J. D. Hoffmann De typographiis..., Gdańsk 1740, Kopia cyfrowa dzieła dostępna w Bibliotece Cyfrowej Uniwersytetu Wrocławskiego
- Wiersz niemiecki (bez tytułu) Georga Hessa listonosza, brak miejsca wydania 1826; ... z Krakowa, brak miejsca i roku wydania (z podpisem: Der Briefträger Hess); ... z Krakowa na r. 1825, brak miejsca i roku wydania
- De Psalterio Davidico trilingui, Latine, Germanice et Polonice codice manuscripto, qui extat in bibliotheca Canonicorum Regularium ad S. Florianum in Austria Superiori, Rocznik Tow. Nauk. Kr. i odb., Kraków 1827 (tytuł łac., tekst pol.); także pt. Wiadomość o najstarszym może psałterzu polskim, w bibliotece W. W. Kanoników Laterańskich w klasztorze Św. Floriana niedaleko miasta Lintz w Wyższej Austrii, Kraków 1827 (wyd. anonimowe, identyczne poza kartą tytułową z poprzednią edycją)
- De Quartensibus seu semigrossis Polonicis, Index Lectionum in Univ. Jagiel. 1830/1831 i odb. Kraków 1831
- Historia prawa niemieckiego w Polsce, niewydana, autor przekazał rękopis J. Rzesińskiemu
- Historia polska, rękopis: Ossolineum, sygn. 1554/I
- Zbiór historii Starego Testamentu, rękopis: Ossolineum, sygn. 1554/I
- Rozprawy znajdują się w zbiorach i czasopismach: Schlesische Provinzial Blätter (od 1799), Geschichte der Stadtbuchdruckerei in Breslau (Wrocław 1804), Pamiętniki Warszawskie (1809–1810), Miscellaneorum Cracoviensium Fasciculus (red. 1814–1815; tu: De septem Missalibus Cracoviensibus, 1814, t. 1; De Missali Norimbergensi, 1815, t. 2), Pamiętniki Warszawskie (1815–1821), Mrówka Poznańska (1821), Dziennik Warszawski (1825–1829), Rozmaitości Naukowe (współred. 1828–1831), Miscellanea Cracoviensia Nova (1829), Pamiętniki Krakowskie Nauk i Sztuk Pięknych (współred. 1830), Der Breslauer Erzähler, Hallische Literarische Zeitung, Index Lectionum in Univ. Jagiel., Monatsschrift von und für Schlesien, Necrolog der Deutschen, Roczniki Towarzystwa Naukowego Krakowskiego, Schlesien ehedem und jetzt.

### Ważniejsze prace edytorskie
- W. Węgierski: Kronika zboru ewangelickiego krakowskiego, wyd. 1817 (z rękopisu)
- Jakub Parkoszowic z Żórawicy: Antiquissimus de orthographia Polonica libellus, Poznań 1830
- Listy Jana Sobieskiego, wyd. A. Z. Helcel, Kraków 1860; wyd. następne oprac. L. Kukulski, Warszawa 1962 (J. S. Bandtkie przepisał lub zlecił ich przepisanie z oryginałów w archiwum oławskim, przechowywanym ówcześnie we Wrocławiu; odpisy te znajdują się w Bibliotece PAN Kraków, sygn. 81, 83).

### Listy i materiały
- Do J. Lelewela z lat 1809–1821, rękopis: Biblioteka Jagiellońska, sygn. 4170; list z 22 grudnia 1820, ogł. M. Łodyński „Materiały do dziejów państwowej polityki bibliotecznej w Księstwie Warszawskim i Królestwie Polskim (1807–1831)”, Wrocław 1958, Książka w Dawnej Kulturze Polskiej, t. 8
- Do J. Bobrovskiego z lat 1810–1827, wyd. W. A. Francev Korespondence J. Dobrovského, cz. 2, Praga 1906
- List z roku 1811, rękopis: Biblioteka Jagiellońska, sygn. 6233
- Do J. M. Ossolińskiego z lat 1811–1821, rękopis: Ossolineum, sygn. 179–196/I
- Do A. K. Czartoryskiego z 24 grudnia 1812, rękopis: Biblioteka Czartoryskich (Archiwum Domowe, nr 597)
- Do S. K. Potockiego, rękopis: Archiwum Główne Akt Dawnych (Archiwum Wilanowskie, sygn. 271) zawierający Listy do S. Potockiego ministra W. R.

i O. P. w sprawach tegoż Wydziału pisane w latach 1814–1820
- Do J. Śniadeckiego z roku 1815 i 1818, rękopis: Biblioteka Jagiellońska, sygn. 3131
- Do J. Kuropatnickiego z roku 1816, rękopis: Biblioteka Jagiellońska, sygn. 3694
- Do W. Surowickiego z 1 kwietnia 1817; od W. Surowickiego z 6 stycznia 1817; do S. B. Lindego z roku 1823, wyd. T. Wierzbowski Materiały do dziejów piśmiennictwa polskiego, t. 2, Warszawa 1904
- Korespondencja z A. Czarnockim z lat 1817–1818, ogł. Gieszkowski, Pamiętniki Naukowe (Kraków) 1837, t. 3
- Do i od J. M. Ossolińskiego z roku 1818, wykorzystał B. Czernik, Pamiętniki Literackie, rocznik 1 (1902)
- Do V. Hanki z lat 1819–1834 i brak roku, 12 listów oraz 6 listów od Hanki, ogł. W. A. Francew Piśma ku W. Gankie, Warszawa 1905
- Do F. Bentkowskiego, fragm. listu z 11 czerwca 1820, z rękopisu Biblioteki Narodowej, sygn. 7512, ogł. J. Korpała Materiały dotyczące życia i twórczości K. Brodzińskiego, w zbiorze: „Miscellanea z l. 1800–1850”, Wrocław 1963, Archiwum Literatury, t. 7
- Do J. U. Niemcewicza z roku 1829, ogł. A. Kraushar Towarzystwo Warszawskie Przyjaciół Nauk, t. 7, Warszawa 1905
- Do S. Borkowskiego z roku 1829, rękopis: Ossolineum, sygn. 6524/II
- Listy, rękopis: PAN Kraków, sygn. 80 (2)
- Od różnych osób, m.in. od: A. K. Czartoryskiego z roku 1802, J. M. Ossolińskiego z lat 1816–1820, F. Széchenyiego z roku 1818, J. Lelewela z roku 1820, rękopis: Biblioteka Jagiellońska, sygn. 1874; listy od Lelewela z 1 czerwca i 15 grudnia 1820, ogł. M. Łodyński „Materiały do dziejów państwowej polityki bibliotecznej w Księstwie Warszawskim i Królestwie Polskim (1807–1831)”, Wrocław 1958, Książka w Dawnej Kulturze Polskiej, t. 8, s. 77–80
- Od Jana Śniadeckiego z roku 1814, ogł. A. Grabowski Ojczyste spominki, t. 2, Kraków 1845
- Od B. Kopitara z 19 sierpnia 1818, wyd. J. V. Jagić w: „Istoczniki dla istorii słowianskoj fiłołogii”, t. 2, Petersburg 1897, Sbornik Otdielenija russkogo jazyka i słowiesnosti Impieratorskoj Akademii Nauk, t. 62
- Akt chrztu, Wiek 1887, nr 46
- „Autibiografia”, powst. 24 lipca 1826, ogł. Kwartalnik Naukowy 1835, t. 2, s. 364–370
- Papiery osobiste J. S. Bandtkiego w rękopisach Biblioteki Jagiellońskiej, sygn. 278 I

Pełniejszą bibliografię twórczości Bandtkiego podaje K. G. Nowak „G. S. Bandtkie”, Schlessische Provinzial Blätter listopad 1836 i odb.

## Walka z germanizacją
Bandtkie prowadził także przez wiele lat polemikę z historykami niemieckimi oraz czeskimi na temat polskich korzeni Śląska. Opracował Nowy elementarz polski, a o Śląsku pisał, że jest on odwieczną „polską ziemicą”. Sprzeciwiał się przymusowej germanizacji Polaków na Dolnym i Górnym Śląsku oraz zakazom używania języka polskiego w szkołach i podczas mszy. Nikt wcześniej nie protestował tak mocno przeciw naruszaniu praw śląskich Polaków do nauki w ojczystym języku. Po raz pierwszy Bandtkie przedstawił niezbite dowody związku gwary śląskiej z mową polską na przykładzie gwary ludowej mieszkańców Laskowic, Minkowic i Przeczowa. Zawarł je m.in. w rozprawie pt. Wiadomości o języku polskim w Szląsku i o polskich Szlązakach.
Był członkiem loży wolnomularskiej Friedrich zum goldenen Zepter we Wrocławiu w 1813 roku, jeszcze co najmniej w 1817 roku.
Leży pochowany na krakowskim cmentarzu Rakowickim, w kwaterze 19.